# Danmark i olympiska sommarspelen 1960
Danmark deltog med 100 deltagare vid de olympiska sommarspelen 1960 i Rom. Totalt vann de sex medaljer och slutade på trettonde plats i medaljligan.

## Medaljer

### Guld
- Paul Elvstrøm - Segling, finnjolle
- Erik Hansen - Kanotsport, K-1 1000 m

### Silver
- Fotbollslandslaget herrar (Paul Andersen, John Danielsen, Henning Enoksen, Henry From, Bent Hansen, Poul Jensen, Flemming Nielsen, Hans Christian Nielsen, Harald Nielsen, Poul Pedersen, Jørn Sørensen och Tommy Troelsen)
- Hans Fogh och Ole Petersen - Segling, flygande holländare
- William Berntsen, Steen Christensen och Søren Hancke - Segling, 5,5 metersklass

### Brons
- Erik Hansen, Arne Høyer, Erling Jessen och Helmuth Nyborg - Kanotsport, K-1 4 x 500 m